# Cor (instrument)
Pour les articles homonymes, voir Cor.
Le cor est le nom générique de plusieurs instruments de musique à vent.

## Terminologie
Son nom vient des cornes avec lesquelles sont conçues les premières formes « archaïques » des cors. En allemand comme en anglais, le cor est appelé horn (de même que la corne animale). Le mot « cor » désigne : soit un instrument à embouchure rudimentaire en corne, soit un instrument à embouchure en métal (à perce conique, enroulé sur lui-même en cercle, même partiellement et se terminant par un large pavillon), soit un instrument à anche de la famille des bois.

## Famille des cuivres

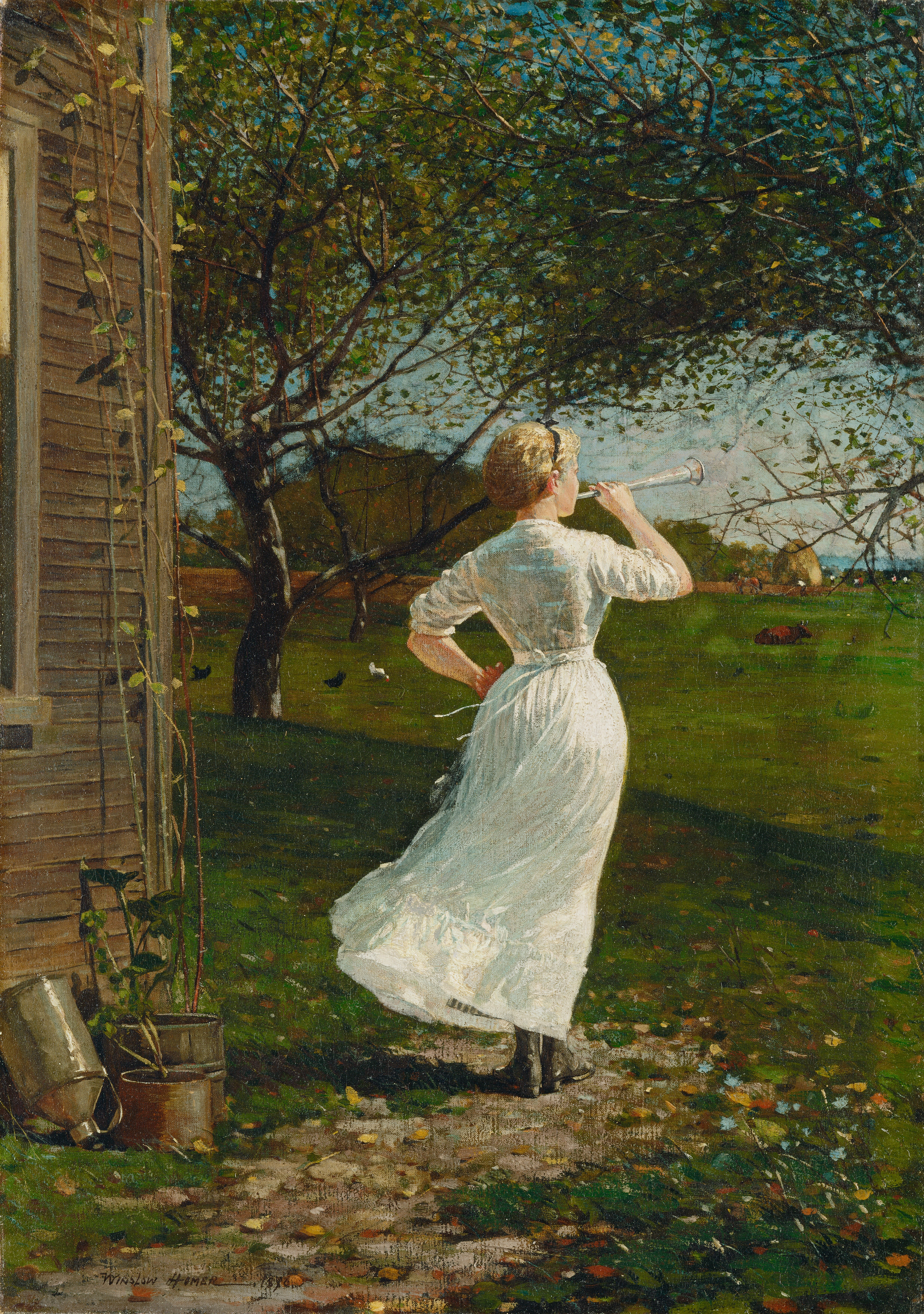
The Dinner Horn, 1870, Winslow Homer, National Gallery of Art, Washington.

Le cor est un instrument qui a beaucoup évolué au cours des siècles. Les dénominations de cor de chasse, cor à pistons, cor d'harmonie, cor naturel, cor simple (parfois improprement utilisées) désignent un même instrument, le cor, à divers degrés d'élaboration, à divers lieux et époques, où son emploi pouvait différer de celui qu'il deviendra par la suite dans le monde contemporain.
Au XIXe siècle aux États-Unis, comme montré dans le tableau de Winslow Homer, une corne métallique permet de convoquer les ouvriers agricoles du champ voisin à leur repas de midi.
Les principaux cors utilisés en orchestre dans la musique classique occidentale, symphonique ou en musique de chambre sont :  le cor d'harmonie, appelé aussi cor moderne, descendant du cor naturel, cousin du cor viennois et du tuba wagnérien, et le cor naturel, ancêtre du cor d'harmonie ;
D'autres cors utilisé dans des types de musique ou activités différentes existent : 
- la corne  ou olifant, utilisé par les chefs, à la guerre ou à la chasse, pour donner des signaux, rallier les troupes, annoncer l'approche d'un ennemi (les cornes sont les ancêtres des cors ; exemple : le cor de Roland).
- le cor de chasse, appelé aussi cor baroque
- la trompe de chasse, utilisée pour la chasse à courre ;
- le cor des Alpes, cor en bois rectiligne, de dimension importante, d'origine Suisse, utilisé dans la musique traditionnelle comme le Ranz des vaches ;
- le cor postal ou cor de postillon

## Instruments à anche
Il existe deux instruments appelés aussi cors, bien qu'étant en bois et à anche, en raison de la forme incurvée des premières versions inventées : le cor anglais (famille du hautbois dont il est l'alto) (appelé « cor » car sa forme était à l'origine semi-circulaire et « anglais » par déformation du mot « anglé », coudé), et le cor de basset (famille de la clarinette, ancêtre de la clarinette basse), son pavillon métallique est incurvé en forme de « S » et l'anche est montée sur un bocal).